# 西南蔷薇
西南蔷薇（学名：Rosa murielae）为蔷薇科蔷薇属下的一个种。

## 扩展阅读
- 維基物種上的相關：西南蔷薇